# Арабатская Стрелка (село)
Араба́тская Стре́лка (укр. Арабатська Стрілка, крымскотат. Arabatskaya Strelka, Арабатская Стрелка) — исчезнувшее село в Ленинском районе (Автономной) Республики Крым, располагавшееся на северо-западе района (точное местоположение села пока не установлено).

## История
Впервые в доступных источниках селение встречается в «…Памятной книжке Таврической губернии на 1892 год», согласно которой в деревне Арабатская стрелка Владиславской волости Феодосийского уезда, не входившей ни в одно сельское общество, числилось 6 безземельных жителей, домохозяйств не имеющих.
После земской реформы 1890-х годов деревня осталась в составе преобразованной Владиславской волости. По «…Памятной книжке Таврической губернии на 1902 год» в деревне Арабатская стрелка, находившейся в частном владении, числилось 173 жителя, домохозяйств не имеющих. В Статистическом справочнике Таврической губернии 1915 года в Владиславской волости Феодосийского уезда значатся 2 хутора Арабат, но, относились ли они к селу — неизвестно.
После установления в Крыму Советской власти, по постановлению Крымревкома от 8 января 1921 года была упразднена волостная система и село вошло в состав вновь созданного Владиславовского района Феодосийского уезда, а в 1922 году уезды получили название округов. 11 октября 1923 года, согласно постановлению ВЦИК, в административное деление Крымской АССР были внесены изменения, в результате которых округа ликвидировались и Владиславовский район стал самостоятельной административной единицей. Декретом ВЦИК от 04 сентября 1924 года «Об упразднении некоторых районов Автономной Крымской С. С. Р.» в октябре 1924 года район был преобразован в Феодосийский и село включили в его состав. Согласно Списку населённых пунктов Крымской АССР по Всесоюзной переписи 17 декабря 1926 года, в селе Арабатская Стрелка, Ак-Монайского сельсовета Феодосийского района, числился 81 двор, из них 3 крестьянских, население составляло 227 человек, из них 216 русских, 7 украинцев, 2 еврея, 2 записаны в графе «прочие». В дальнейшем в доступных источниках не встречается.